# نهر الخاراما (رواية)
نهر الخاراما (بالإسبانية: El Jarama)‏ رواية ذات طابع اجتماعي واقعي للكاتب الإسباني رافائيل سانشيث فيرلوسيو، نُشرت عام 1955. وتعد عمله الأكثر شهرة وواحدة من الأعمال الأكثر أهمية في تاريخ الأدب الإسباني فيما بعد الحرب الأهلية الإسبانية. حازت جائزتي نادال عام 1955 والنقد الروائي الإسباني عام 1957. وتنتمي هذه الرواية إلى تيار الواقعية الاجتماعية الموضوعية. وهي صورة معبرة عن وضع إسبانيا في فترة ما بعد الحرب الأهلية، حيث تعكس الواقع بغية نقد الحياة البائسة والحزينة للشعب عقب الحرب. وتتميز هذه الرواية بتكثيف عنصري الزمان والمكان، تستغرق أحداث الرواية يومًا واحدًا في فصل الصيف عند نهر الخاراما، وإبراز الشخصية الجماعية.